# Koen Bucker
Koen Bucker (Zaandam, 18 juni 1996) is een Nederlands voetballer die als doelman speelt. Hij verruilde Heracles Almelo in de zomer van 2023 voor Roda JC Kerkrade.

## Carrière

### Jong AZ
Koen Bucker speelde in de jeugd van WSV '30 en AZ. Sinds 2015 speelt hij voor Jong AZ, waarmee hij in het seizoen 2016/17 kampioen werd van de Tweede divisie. Hij debuteerde in het betaald voetbal voor Jong AZ in de Eerste divisie op 12 januari 2018, in de met 1–0 verloren uitwedstrijd tegen RKC Waalwijk. 

### Heracles Almelo
In de zomer maakte hij een transfer naar Eredivisionist Heracles Almelo, zij waren op zoek naar een derde doelman nadat Harm Zeinstra per direct stopte met zijn voetbalcarrière. Sinds 2020 is Koen Bucker tweede doelman van Heracles Almelo. Op 1 november 2020 maakt Koen Bucker zijn Eredivisiedebuut met Heracles Almelo tegen FC Utrecht. Deze wedstrijd werd met 4-1 door Heracles gewonnen. Tubantia sprak van een prima debuut. Het zou een van slechts twee wedstrijden zijn dat seizoen. De laatste tien wedstrijden van het seizoen 2021/22 mocht hij ook keepen, door een blessure van eerste doelman Janis Blaswich. Met hem in goal zakte Heracles van de elfde naar de zestiende plek, waarna het via de play-offs om promotie/degradatie verloor van Excelsior. Een divisie lager werd Bucker weer tweede doelman, waardoor hij in zes seizoenen slechts negentien wedstrijden speelde voor Heracles.

### Roda JC
In de zomer van 2023 trok Bucker naar Roda JC Kerkrade, waar hij het seizoen onder toenmakig trainer Bas Sibum begon als eerste doelman. Hij debuteerde voor de club op 18 augustus 2023 in de gewonnen uitwedstrijd (0-3) tegen ADO Den Haag. Op 9 september dat jaar was hij uit tegen NAC Breda in de 94'ste minuut goed voor een uit een uittrap verkregen verre voorzet op Arjen van der Heide, waardoor Roda JC in Breda met 1-3 won. Door een blessure miste hij het begin van de tweede seizoenshelft, waarna hij het seizoen eindigde als tweede doelman. Hij keepte de eerste vijf wedstrijden van het seizoen 2024/25, maar raakte toen opnieuw geblesseerd. Zijn tot 30 juni 2025 lopende contract werd niet verlengd.

## Carrièrestatistieken
| Seizoen                   | Club             | Competitie      | Competitie | Competitie | Beker | Beker | Overig | Overig | Totaal | Totaal |
| Seizoen                   | Club             | Competitie      | Wed.       | Dlp.       | Wed.  | Dlp.  | Wed.   | Dlp.   | Wed.   | Dlp.   |
| ------------------------- | ---------------- | --------------- | ---------- | ---------- | ----- | ----- | ------ | ------ | ------ | ------ |
| 2017/18                   | Jong AZ          | Eerste divisie  | 2          | 0          | 0     | 0     | 0      | 0      | 2      | 0      |
| 2018/19                   | Heracles Almelo  | Eredivisie      | 0          | 0          | 0     | 0     | 0      | 0      | 0      | 0      |
| 2019/20                   | Heracles Almelo  | Eredivisie      | 0          | 0          | 0     | 0     | 0      | 0      | 0      | 0      |
| 2020/21                   | Heracles Almelo  | Eredivisie      | 2          | 0          | 0     | 0     | 0      | 0      | 2      | 0      |
| 2021/22                   | Heracles Almelo  | Eredivisie      | 12         | 0          | 2     | 0     | 2      | 0      | 16     | 0      |
| 2022/23                   | Heracles Almelo  | Eerste divisie  | 0          | 0          | 1     | 0     | 0      | 0      | 1      | 0      |
| 2023/24                   | Roda JC Kerkrade | Eerste divisie  | 17         | 0          | 0     | 0     | 1      | 0      | 18     | 0      |
| 2024/25                   | Roda JC Kerkrade | Eerste divisie  | 5          | 0          | 0     | 0     | 0      | 0      | 5      | 0      |
| Carrière totaal           | Carrière totaal  | Carrière totaal | 41         | 0          | 3     | 0     | 3      | 0      | 47     | 0      |
| Bijgewerkt t/m 3 mei 2022 |                  |                 |            |            |       |       |        |        |        |        |